# Det handler om adgang...
Det handler om adgang... er en dansk dokumentarfilm fra 1988, der er instrueret af Susanna Neimann og Prami Larsen efter manuskript af førstnævnte.

## Handling
En præsentation af produktioner fra danske filmværksteder; fra Mads på 12 år, der laver tegnefilm i Odense, til Niels Lomholts og Videodancebands eksperimenter i videoinstallationer og performances.